# Markkatieva naturreservat
Markkatieva naturreservat är ett naturreservat i Kiruna kommun i Norrbottens län.
Området är naturskyddat sedan 2019 och är 42 kvadratkilometer stort. Reservatet ligger nordost om Vittangi och består av sandåsen Markkatieva med tallskog och i områden nedanför återfinns granskog.  
Den 22 november 2023 beslutades om en utökning och namnändring av reservatet till Temminki-Markkatieva naturreservat, med en sammanlagd omfattning om 164,5 kvadratkilometer. Denna utökning är i februari 2024 överklagat.